# Felix Jacoby
Felix Jacoby (Magdeburgo, 19 de marzo de 1876 - Berlín, 10 de noviembre de 1959) fue un clasicista y filólogo alemán. Su obra más prestigiosa entre los clasicistas es Fragmente der griechischen Historiker, una voluminosa compilación de fragmentos de historiadores de la antigua Grecia. También fue muy significativo su artículo sobre Heródoto para la Realencyclopädie der Classischen Altertumswissenschaft y numerosos trabajos sobre historiografía y literatura griega y poesía latina.

## Biografía
Hijo de Oscar Jacoby (1831–1919), un comerciante de cereales de origen judío, y de Gertrude Löwenthal (1856–1929), a la edad de once años fue bautizado en la iglesia luterana. Después de estudiar en el Pädagogium del Monasterio de Nuestra Señora de Magdeburgo, en 1894 cursa filología clásica en la Universidad de Friburgo en Brisgovia; prosigue sus estudios en la Universidad Técnica de Múnich (1894–1896) y en la Universidad Humboldt de Berlín (1896). Luego de una interrupción de los estudios para cumplir el servicio militar, Felix Jacoby logró el doctorado en la Universidad Humboldt con un vasto trabajo sobre Apolodoro de Atenas (1900); la tesis recibió elogios pero no fue aprobada, poniendo en riesgo su futura carrera universitaria. No obstante Wilamowitz aceptó una versión abreviada de la tesis para la colección Philologische Untersuchungen (1902), y Jacoby pudo continuar los estudios con Eduard Norden en la Universidad de Breslavia, donde obtuvo su habilitación con un trabajo sobre la Crónica de Paros (1903) considerado fundamental en el tema.
En 1901 contrajo matrimonio con Margarete Johanne von der Leyen (1875–1956), con quien tuvo tres hijos: Hans (1902–1980), Eduard Georg (1904–1978) y Annemarie (1905-?). Jacoby ingresó de profesor en la Universidad de Breslavia y escribió numerosos artículos para la Realencyclopädie der classischen Altertumswissenschaft (Enciclopedia Real de arqueología clásica), conocida como la «Pauly-Wissowa», por el nombre de los coordinadores de la obra. En 1906 obtiene el cargo de profesor auxiliar y en 1907 de profesor titular de filología de latín clásico en la Universidad de Kiel. Participó en la Primera Guerra Mundial como soldado raso en un regimiento de artillería entre 1915 y 1918. En 1923 es titulado miembro de la Academia de Ciencias de Gotinga y en 1931 de la Academia Prusiana de las Ciencias. 
En 1935 Jacoby es declarado «hebreo» por aplicación de las Leyes de Núremberg y obligado a abandonar la cátedra en Kiel. Se establece en principio en Falkensee, una localidad en las afueras de Berlín, para continuar con su actividad científica. Decide emigrar cuando su casa es asaltada y dañada la Noche de los cristales rotos (9/10 de noviembre de 1938) y logra llegar a Inglaterra con su esposa en abril de 1939. Obtiene allí una cátedra en la Universidad de Oxford con el apoyo de Eduard Fraenkel, sustituyéndolo en la que este ocupaba desde 1934. Después de su jubilación en 1953 permanece en Oxford como profesor emérito. En 1956 regresó a Alemania, estableciéndose en Berlín. Antes de su muerte fue nombrado miembro externo de la Academia de Ciencias de Turín. 
En 1977, 18 años después de la muerte de Félix Jacoby, Georg Picht (1913–1982), un seguidor de Martin Heidegger, en un artículo que intentaba justificar el  comportamiento de Heidegger durante el periodo nazi en Alemania, citó una supuesta afirmación de Jacoby 45 años atrás en Kiel (1933), al iniciar este un curso monográfico sobre Horacio:

Como hebreo me encuentro en una situación difícil. Pero como historiador, he aprendido hace tiempo a no ver los eventos históricos desde una perspectiva privada. He votado por Adolfo Hitler desde 1927 y me considero afortunado en el año del surgimiento nacional que se me permita enseñar a Augusto. Porque Augusto es la única figura en la historia del mundo que pueda compararse a Adolfo Hitler.
Georg Picht (1977) „Gewitterlandschaft. Erinnerungen an Martin Heidegger“. Merkur, H10, 960–975

El hecho se declaró muy improbable por los estudiosos antifascistas, en particular por Arnaldo Momigliano, que dice que Jacoby fue su colega en Oxford y escribe: 

... el lector tiene alguna razón para preguntarse si estas palabras fueron alguna vez pronunciadas. La frase decisiva de esta pieza se basa en la oposición "Como hebreo … como historiador …”. Jacoby no se consideraba judío, y nunca habló (que yo sepa) de su origen  judío. Ya en su tesis de 1900 se declaró «adscrito a la fe evangélica», precisando que durante nueve años fue admitido en el Pädagogium (católico) dedicado a Nuestra Señora en su ciudad natal. Jacoby aún menos se consideraba historiador. En Oxford, durante los años de guerra, hemos compartido ocasionalmente algún estudio de la historia antigua. Jacoby solía decir —con tono amargo y divertido— que lo llevaron a Inglaterra razones históricas, lo que no le ocurrió a nadie en Alemania.
Arnaldo Momigliano, Settimo contributo alla storia degli studi classici e del mondo antico. Roma: Edizioni di storia e letteratura, 1984, p. 518

## Obra
Felix Jacoby se destaca sobre todo por ser autor de Die Fragmente der griechischen Historiker (FGrH) elaborada desde 1923 a 1958 y consistente en la recopilación, crítica textual, traducción e interpretación de fragmentos de 856 historiadores antiguos de lengua griega. Jacoby había comenzado a ocuparse del análisis filológico de manuscritos de la historiografía griega ya en la Universidad de Breslavia. Dio inicio a la labor preparatoria en 1920 en Kiel, y el primer volumen fue publicado en 1923. Prosiguió su trabajo en Oxford y continuó ocupándose de él hasta su muerte. La obra, considerada monumental, quedó incompleta y es un elemento indispensable para la filología clásica y la historia de la antigua Grecia. Dividida en tres partes, comprende 12.000 fragmentos y está impresa en 15 volúmenes. Recientemente ha sido editada en discos compactos.
Su artículo sobre Heródoto para la enciclopedia de Pauly planteó muchas de las cuestiones que actualmente los estudiosos investigan.
Jacoby se ocupó también del estudio de poesía en lengua griega y latina. Editó obras de Hesíodo, Juvenal, Lucano, Propercio y Horacio.

## Otras producciones
- Jacoby, Félix (1973).  Ayer Publishing, ed. Atthis: the Local Chronicles of Ancient Athens (en inglés) (1ª edición). ISBN 0405047967. Consultado el 15 de abril de 2010.
- Jacoby, Félix (1933).  W. de Gruyter, ed. Der homerische Apollonhymnos (en alemán). Akademie der Wissenschaften. Consultado el 15 de abril de 2010. (enlace roto disponible en Internet Archive; véase el historial, la primera versión y la última). (El himno homérico a Apolo)
- Jacoby, Félix (1959).  Akademie-Verlag, ed. Diagoras ho atheos (en alemán). Consultado el 15 de abril de 2010. (Diágoras el Ateo)
- Jacoby, Félix (1932).  Verlag der Akademie der Wissenschaften, ed. Die Einschaltung des Schiffkatalogs in die Ilias (en alemán). Consultado el 15 de abril de 2010. (La inclusión del catálogo de las naves en la Ilíada)
- Hesíodo (1930).  Berolini, apud Weidmannos, ed. Hesiodi Carmina, recensuit Felix Jacoby (en alemán). Consultado el 15 de abril de 2010. (enlace roto disponible en Internet Archive; véase el historial, la primera versión y la última). (Poemas de Hesiodo, versión de Félix Jacoby)
- Jacoby, Félix (1931).  Walter de Gruyter, ed. Theognis (en alemán).  (Teognis. Comentario de la obra).
- Jacoby, Félix (1911).  Weidmann, ed. Zu Hippocrates: Peri aeron hydaton topon (en alemán). Berlín.  (De Hipócrates: «Sobre los aires, aguas y lugares»)
- Griechische Historiker (Historiadores griegos). Stuttgart: A. Druckenmuller, 1956
- Homerisches (Homéricas). Berlín: Weidmannsche Buchhandlung, 1933.